# مانی لانگ
پریسیلا رنه همیلتون (به انگلیسی: Priscilla Renea Hamilton؛ زادهٔ ۱۴ سپتامبر ۱۹۸۸) که به‌طور حرفه‌ای با نام مانی لانگ (به انگلیسی: Muni Long) شناخته می‌شود، خواننده-ترانه‌پرداز آمریکایی اهل گیفورد، فلوریدا می‌باشد.